# Nestor Burma
Nestor Burma – francuska seria komiksowa stworzona przez Jacquesa Tardiego na podstawie cyklu powieści detektywistycznych autorstwa Léo Maleta.  Seria ukazuje się w oryginale od 1982 nakładem wydawnictwa Casterman. Polskie tłumaczenie publikuje wydawnictwo Scream Comics od 2017.

## Fabuła
Nestor Burma to prywatny detektyw, rozwiązujący zagadki kryminalne w Paryżu krótko po II wojnie światowej. Jego anarchistyczna przeszłość powraca przy okazji niektórych śledztw. W pracy pomaga Burmie Hélène, sekretarka nieszczęśliwie zakochana w detektywie.

## Tomy
| Tom                | Tytuł i rok wydania polskiego         | Tytuł i rok wydania oryginalnego                  | Autorzy                                                  |
| Tomy głównej serii | Tomy głównej serii                    | Tomy głównej serii                                | Tomy głównej serii                                       |
| ------------------ | ------------------------------------- | ------------------------------------------------- | -------------------------------------------------------- |
| 1                  | Mgła na moście Tolbiac (2017)         | Brouillard au pont de Tolbiac (1982)              | - scenariusz i rysunki: Jacques Tardi                    |
| 2                  | Ulica Dworcowa 120 (2021)             | 120, Rue de la Gare (1988)                        | - scenariusz i rysunki: Jacques Tardi                    |
| 3                  | Draka na Nation (2022)                | Casse-pipe à la Nation (1996)                     | - scenariusz i rysunki: Jacques Tardi                    |
| 4                  | Chciałeś mnie widzieć martwym? (2023) | M'as-tu vu en cadavre? (2001)                     | - scenariusz i rysunki: Jacques Tardi                    |
| 5                  | Noc na Saint-Germain-des-Prés (2025)  | La Nuit de Saint-Germain-des-Prés (2005)          | - scenariusz i rysunki: Emmanuel Moynot                  |
| 6                  | Słońce wschodzi za Luwrem (2025)      | Le soleil naît derrière le Louvre (2007)          | - scenariusz i rysunki: Emmanuel Moynot                  |
| 7                  |                                       | L'Envahissant Cadavre de la Plaine Monceau (2009) | - scenariusz i rysunki: Emmanuel Moynot                  |
| 8                  |                                       | Boulevard... ossements (2013)                     | - scenariusz i rysunki: Nicolas Barral                   |
| 9                  |                                       | Micmac moche au Boul'Mich (2015)                  | - scenariusz i rysunki: Nicolas Barral                   |
| 10                 |                                       | Nestor Burma contre C.Q.F.D. (2016)               | - scenariusz i rysunki: Emmanuel Moynot                  |
| 11                 |                                       | L'Homme au sang bleu (2017)                       | - scenariusz i rysunki: Emmanuel Moynot                  |
| 12                 |                                       | Corrida aux Champs-Élysées (2018)                 | - scenariusz i rysunki: Nicolas Barral                   |
| 13                 |                                       | Les Rats de Montsouris (2020)                     | - scenariusz: Emmanuel Moynot - rysunki: François Ravard |
| Tom poza serią     |                                       |                                                   |                                                          |
| –                  |                                       | Une gueule de bois en plomb (1990)                | scenariusz i rysunki: Jacques Tardi                      |